# République démocratique du Congo aux Jeux paralympiques
La république démocratique du Congo (RDC) participe aux Jeux paralympiques depuis les Jeux d'été de 2012 à Londres. Pour sa première participation, le pays envoie deux athlètes prendre part aux épreuves d'athlétisme en fauteuil roulant. Les Congolais n'ont encore jamais remporté de médaille aux Jeux paralympiques, ni participé aux Jeux d'hiver. Ces deux premiers athlètes paralympiques obtiennent l'asile politique au Royaume-Uni à la suite des Jeux de Londres pour avoir critiqué les violations des droits de l'homme en RDC, et ne retournent pas au pays.

## Athlètes et résultats
| Jeux         | Nom                   | Sport      | Épreuve                         | Résultat                                |
| ------------ | --------------------- | ---------- | ------------------------------- | --------------------------------------- |
| 2012 Londres | Levy Kitambala Kizito | Athlétisme | Lancer de disque hommes F57/58  | 27,23 mètres, 265 points ; 16e (sur 17) |
| 2012 Londres | Levy Kitambala Kizito | Athlétisme | Lancer de javelot hommes F57/58 | 18,37 mètres, 138 points ; 16e (sur 17) |
| 2012 Londres | Mibamba Kimbata       | Athlétisme | 100 mètres femmes T54           | 23 s 08 (éliminatoires)                 |
| 2012 Londres | Mibamba Kimbata       | Athlétisme | Lancer de disque femmes F57/58  | 9,29 mètres, 11 points ; 17e (sur 18)   |